# Saint-Médard-de-Mussidan
Saint-Médard-de-Mussidan är en kommun i departementet Dordogne i regionen Nouvelle-Aquitaine i sydvästra Frankrike. Kommunen ligger i kantonen Mussidan som tillhör arrondissementet Périgueux. År 2022 hade Saint-Médard-de-Mussidan 1 619 invånare.

## Befolkningsutveckling
Antalet invånare i kommunen Saint-Médard-de-Mussidan
Referens:INSEE